# The Formation of Damnation
The Formation of Damnation deveti je studijski album američkog thrash metal sastava Testament. Diskografska kuća Nuclear Blast objavila ga je 25. travnja 2008. Prvi je Testamentov uradak od albuma First Strike Still Deadly iz 2001. i prvi studijski album novih pjesama od The Gatheringa iz 1999. Također je i prvi album s izvornim gitaristom Alexom Skolnickom od The Rituala iz 1992. i basistom Gregom Christianom od Lowa iz 1994. K tome je i jedini studijski album grupe s bubnjarem Paulom Bostaphom, koji joj se prvi put pridružio 1993., ali je punopravni član postao 2007.; napustio ju je nakon četiri godine.
Idući album novog materijala nakon The Gatheringa prvi je put spomenut 2002. i izvorno je trebao biti objavljen početkom 2004., no nije bio dovršen do tog vremena. Zbog rasporeda koncerata i promjena u postavi objava uratka odgađana je godinama, a konačno je dovršen između 2007. i 2008.

## Pozadina
Testament je prvi put spomenuo da radi na novom albumu u svibnju 2002.; komentirao je da gitarist Eric Peterson marljivo sklada nove pjesme za uradak i da će raditi na njemu "još neko vrijeme" jer je The Gathering "uradak koji je teško nadmašiti". Također je potvrđeno da će biti "brutalan" i da će sadržavati "mnogo dvostrukih solističkih dionica gitarista Petersona i [tadašnjeg gitarista] Stevea Smytha."
Dana 15. veljače 2004. objavljeno je da će se grupi pridružiti Paul Bostaph, bivši bubnjar skupina Forbidden i Slayer, i da će snimiti album s ostalim članovima. Također je najavljeno da grupa planira ući u studio u travnju ili srpnju i da namjerava objaviti uradak krajem 2004.

## Popis pjesama
| 1.    | »For the Glory Of...« (instrumentalna skladba) |                            | Eric Peterson            | 1:12 |
| 2.    | »More Than Meets the Eye«                      | Chuck Billy, Del James     | Peterson                 | 4:31 |
| 3.    | »The Evil Has Landed«                          | Steve "Zetro" Souza, Billy | Peterson                 | 4:44 |
| 4.    | »The Formation of Damnation«                   | Souza, Billy               | Peterson                 | 5:09 |
| 5.    | »Dangers of the Faithless«                     | Billy, James               | Alex Skolnick, Peterson  | 5:48 |
| 6.    | »The Persecuted Won't Forget«                  | Billy, Souza               | Peterson                 | 5:49 |
| 7.    | »Henchmen Ride«                                | Billy                      | Peterson                 | 4:01 |
| 8.    | »Killing Season«                               | Billy, Souza               | Peterson                 | 4:53 |
| 9.    | »Afterlife«                                    | Billy, Souza               | Peterson                 | 4:14 |
| 10.   | »F.E.A.R.«                                     | Skolnick                   | Skolnick                 | 4:47 |
| 11.   | »Leave Me Forever«                             | Billy, Souza               | Greg Christian, Peterson | 4:28 |
| 49:36 |                                                |                            |                          |      |

## Zasluge
| Testament - Chuck Billy - vokali, produkcija - Eric Peterson - gitara, produkcija, snimanje (dodatni), koncept naslovnici - Alex Skolnick - gitara - Greg Christian - bas-gitara - Paul Bostaph - bubnjevi | Dodatni glazbenici - Steve Souza – prateći vokal - Steve Esquival – prateći vokal - Nick Souza – prateći vokal - Lyle Livingston – klavijature Ostalo osoblje - Andy Sneap - inženjer zvuka, miks - Eliran Kantor - naslovnica - Vincent Wojno - inženjer zvuka - Tyler Clinton – fotografije |